# Хмаладзе, Леван
Леван Хмаладзе (груз. ლევან ხმალაძე; 6 апреля 1985, Тбилиси, СССР) — грузинский футболист, полузащитник. Бывший игрок сборной Грузии.

## Биография

### Клубная карьера
Профессиональную карьеру начал в сезоне 2003/04 в составе тбилисского «Динамо». В начале карьеры дважды отдавался в аренду в другие грузинские клубы: в 2004 году провёл полгода в составе «Динамо» (Батуми), а сезон 2005/06 отыграл в клубе «Сиони». С 2006 года стал одним из основных игроков «Динамо», в его составе выигрывал Кубок Грузии и становился чемпионом страны. Зимой 2010 года перешёл в израильский клуб «Хапоэль» (Хайфа), за который провёл 2 матча в чемпионате Израиля, но уже летом того же года вернулся в «Динамо», где выступал ещё несколько лет. Покинул команду по ходу сезона 2013/14 и доиграл тот сезон в составе клуба «Чихура». Летом 2014 года Хмаладзе переехал на Кипр, где стал игроком клуба «Отеллос». По итогам сезона клуб занял последнее место в лиге и вылетел во вторую лигу, а сам игрок подписал контракт с клубом «Пафос». В следующем сезоне «Пафос» также вылетел из высшей лиги, однако игрок остался в клубе и помог «Пафосу» быстро вернуться в элиту. После двух сезонов в «Пафосе» перешёл в клуб второго дивизиона «Эносис» Лакатамия, где провёл около полугода. Зимой 2018 года вернулся в Грузию, где подписал контракт с «Сиони».

### Карьера в сборной
Дебютировал за сборную Грузии 20 августа 2008 года в товарищеском матче со сборной Уэльса и вскоре стал регулярно приглашаться в сборную. Чуть больше года являлся основным игроком сборной Грузии, но позже перестал попадать в состав. Следующий матч сыграл лишь 15 октября 2013 года против сборной Испании в рамках отборочного турнира чемпионата мира. Последний матч за сборную провёл 29 мая 2014 года, выйдя на замену в товарищеской встрече с Саудовской Аравией. Всего в составе национальной команды провёл 12 матчей.

## Достижения

### Командные
«Динамо» Тбилиси
- Чемпион Грузии (4): 2004/2005, 2007/2008, 2012/2013, 2013/2014
- Обладатель Кубка Грузии (2): 2008/2009, 2012/2013
- Обладатель Суперкубка Грузии (1): 2008

«Сиони»
- Чемпион Грузии: 2005/2006